# Daniele Lamuraglia
Daniele Lamuraglia (Chene Bougeries, 18 dicembre 1961) è uno scrittore, drammaturgo e regista teatrale italiano.

## Biografia
Nato a Chene Bougeries (Ginevra, Svizzera) e cresciuto in una famiglia di religione protestante, dal padre Abele di Gravina di Puglia e dalla madre Adriana di Jesi, trascorre l'infanzia tra Ginevra e Firenze, città nelle quali la famiglia è emigrata, finendo poi per stabilirsi nel capoluogo Toscano. Compie gli studi fino alla maturità presso il liceo scientifico della chiesa protestante.
La lunga malattia della madre (8 anni) che la porterà alla morte nel 1981, lo segna profondamente e costituisce un periodo di radicale trasformazione dei punti di riferimento esistenziali. Abbandona la religione gradualmente e poi definitivamente, aggrappandosi alle letture dei grandi autori classici della cultura occidentale, nei quali trova conforto psicologico, nuovi linguaggi corrispondenti al mondo che va rivelandosi progressivamente, e gli consentono la formazione di un nuovo percorso di vita.
Un altro momento cruciale è il rapimento e l'assassinio di Aldo Moro (1978), che spalancherà le porte alla coscienza di appartenere ad una società ampia, complessa e conflittuale, una visione che apparirà in maniera ricorrente nelle sue opere. Questa esigenza di dotarsi di strumenti più precisi di comprensione della realtà lo induce ad iscriversi alla Facoltà di Scienze Politiche “Cesare Alfieri” di Firenze, ed a laurearsi con una tesi di Storia dell'America Latina con il professor Antonio Annino, un lavoro di alcuni anni che in realtà rappresenta l'occasione per approfondire la storia della cultura occidentale attraverso i suoi autori più importanti, ed in particolare con lo studio di materie come la sociologia, la filosofia, l'antropologia, l'etnologia e la psicanalisi.

## Teatro
Grazie ad un incontro casuale scopre il teatro ed inizia a collaborare con la compagnia Pupi e Fresedde – Teatro di Rifredi, un'attività che lo impegnerà per 10 anni, prima come assistente alla regia, poi come drammaturgo e regista.
Nel 2005 fonda la compagnia Teatro del Legame, per la quale scrive e dirige le proprie opere, collaborando con artisti e intellettuali come Antonio Tabucchi e Alessandro Serpieri, che in seguito scriveranno le prefazioni a Il libro di Cristo Gitano e Opere teatrali.
Assieme a Pippo Delbono e Lella Costa viene invitato ad un convegno internazionale organizzato dall'Università di Warwick sulla tematica del teatro delle marginalità e, sulla base degli atti, scrive un saggio intitolato The Fascination of the Margins inserito poi in Difference on Stage, raccolta di saggi sul teatro, edita da Cambridge Scholars Publishing.
Per il Maggio Musicale Fiorentino, nel 2013, cura la drammaturgia e la regia di Janus, il re dei bambini, e Omaggio a Wagner, messi in scena con l'orchestra e l'attrice Marion D'Amburgo. Due tesi di laurea, una per l'Università di Catania e una per l'Università di Firenze, hanno avuto per oggetto i suoi due spettacoli Shakespeare Messages System e Scritture murate.
Dal 2012 è membro dell'International Network of Italian Theatre, un network internazionale di artisti e studiosi del teatro italiano.

## Pubblicazioni
- Diversità sulla scena, a cura di Alessandra De Martino, Paolo Puppa, Paola Toninato, Accademia University Press, 2018.
- Nulla, ti amo – variazioni dei sensi nell'apparizione di una frase d'amore, Dixemination, 2018.
- The Fascination of the Margins – in Differences on Stage, a cura di Alessandra De Martino, Paolo Puppa e Paola Toninato, Cambridge Scholars Publishing, 2013.
- Opere teatrali, prefazione di Alessandro Serpieri, A&B Editrice, 2011.
- I 100 luoghi incredibili da vedere assolutamente, Mondadori, 2011.
- I 100 geni che hanno cambiato il mondo, Mondadori, 2010.
- Il libro di Cristo Gitano, prefazione di Antonio Tabucchi, Pagnini Editore, 2005.

## Regie

### Teatro
- 2001 - Il re danza di Gerard Corbieau
- 2002 - Shakespeare Messages System
- 2003 - Il diritto del sogno
- 2004 - Firenze dall'alba al tramonto, testi e musiche di Beppe Dati
- 2004 - La maschera è stanca, testo di Antonio Tabucchi, coreografie di Angela Torriani Evangelisti
- 2005 - Cristo Gitano
- 2005 - Telerom
- 2005 - Zingarità
- 2006 - Don Chisciotte – il lavoro mobilita l'uomo
- 2007-2008 -L'uomo che piantava gli alberi di Jean Giono
- 2008 - Scritture murate – Il carcere di Dostoevski, Wilde, Kafka
- 2010 - NaParteNoPea
- 2009 - Le danze di Billy e Dijana
- 2013 - Janus, il re dei bambini
- 2013 - Omaggio a Wagner
- 2016 - Riccardo III - il potere ha un linguaggio da William Shakespeare
- 2017 - Run 4 Our Lives – Fuggire per le nostre vite
- 2018 - Finale di partita da Samuel Beckett
- 2018 - Il difettoso da Franco Vestri
- 2019 - Psychophone di Daniele Locchi

### Cinema
- 2004 -Firenze 11 agosto – Liberazione (cortometraggio)
- 2004 - Firenze, 17 luglio 1944
- 2010 - Il piccolo grande senso del dovere

## Premi e riconoscimenti
- 2000, Premio speciale della critica per il testo Banco, Lola e Stenti – storia d'amore e lotta di classe, al concorso per compagnie “Il debutto di Amleto” organizzato dal Teatro della Pergola e dalla Regione Toscana.